# Нашият Шошканини
„Нашият Шошканини“ е български игрален филм (комедия, драма) от 1981 година на режисьора Георги Стоев, по сценарий на Георги Стоев и Ивайло Манев. Оператори са Николай Тод и Милан Огнянов. Музиката във филма е композирана от Симеон Щерев, Райчо Любенов и Ицхак Финци.

## Сюжет
Дочо Шошков работи в битовия комбинат на малък провинциален град. Той има златни ръце, умее да прави всичко. Но неговата голяма страст е цигулката. Слушателите и „ценителите“ на изкуството му са посетителите на местната кръчма. Прочел в сериозно научно списание, че животните наддават на тегло, когато слушат музика, бащата на Дочо го принуждава да свири на няколко животни, а той мечтае да застане пред голям симфоничен оркестър и да свири Вивалди.

## Актьорски състав
- Ицхак Финци (като Ицко Финци) – Дочо Шошков
- Александър Керков – старият Шошков
- Мимоза Базова – съпругата Венета
- Мими Цанева – дъщерята Ирис
- Симеон Щерев – приятелят Жоро
- Николай Ников – Бай Киро
- Мила Печева – тотаджийката Роза
- Коста Михайлов – Колю Сопола
- Николай Боев – досадника
- Петя Ердман – Евдокия
- Светослав Иринков – закупчика
- Наню Анастасов – постановчика
- Здравко Драгнев – човекът с каската

Участват още:
- Лидия Ошавкова – Флейтистката
- Костадин Костадинов
- Стефан Дачев
- Веселин Фанев
- Киро Манасиев
- Йосиф Ставрев

и други

## Награди
- Наградата на Окръжния съвет за култура на Георги Стоев на Прегледа „Южна пролет“, (Хасково, 1982).